# Honoré Fabri

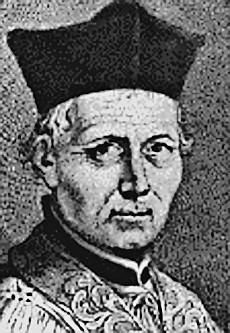
Honoré Fabri

Honoré Fabri, auch Fabry, latinisiert Honoratus Fabrius, (* um 1608 in Frankreich; † 8. März 1688 in Rom) war ein französischer Jesuit, Mathematiker, Astronom, Philosoph und Physiker.

## Leben

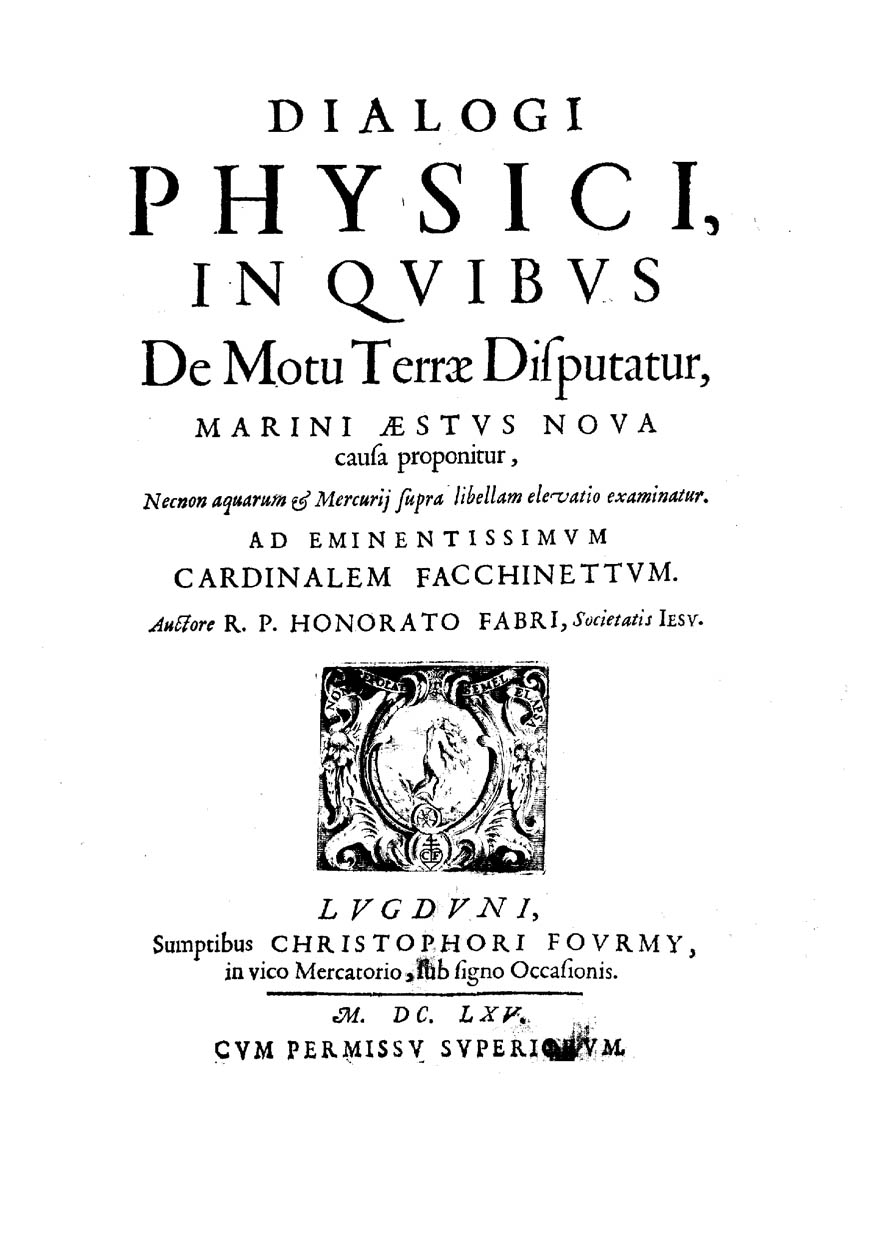
Dialogi physici, 1665

Er wurde wahrscheinlich 1607 oder 1608 nahe Lyon geboren (es wurden z. B. Le Grand Abergement 80 km nordöstlich Lyon, Belley und Virieu-le-Grand angegeben). Sein Taufpate soll der Dichter Honoré d’Urfé gewesen sein. Er ging in Belley zur Schule. 1626 trat er dem Jesuitenorden bei, war zwei Jahre in Avignon und studierte ab 1628 am Collège de la Trinité in Lyon. Einer seiner Lehrer war dort Claude Boniel (1585–1666). 1630 bis 1632 unterrichtete Fabri in Roanne und ging dann nach Rom zum Studium am Collegio Romano. In Rom wurde er 1635 ordiniert und machte 1636 seinen Abschluss. Danach unterrichtete er Philosophie und Naturwissenschaft am Jesuitenkolleg in Arles, wobei er auch die neue Entdeckung des Blutkreislaufs durch William Harvey lehrte. 1638 unterrichtete er Logik in Aix-en-Provence, wo er sich mit Pierre Gassendi befreundete, und war ab 1640 Professor für Logik und Mathematik an seiner alten Schule Collège de la Trinité in Lyon. Zu seinen Schülern dort zählten Pierre Mousnier, Philippe de La Hire, François de Raynaud und Jean Dominique Cassini. Er korrespondierte mit Christian Huygens, Constantijn Huygens, Marin Mersenne, René Descartes, Gottfried Wilhelm Leibniz und anderen bekannten Wissenschaftlern.
1646 veröffentlichte sein Schüler Mousnier seine Logik-Vorlesung (Philosophiae tomus primus) und seine naturphilosophischen bzw. physikalischen Vorlesungen (Tractatus physicus de motu locali). Seine Veröffentlichungen fanden beim Jesuitenorden keinen Anklang; er wurde zuerst nach Fréjus geschickt und 1648 nach Rom, wo er mit Verwaltungsaufgaben betraut wurde. Der Orden soll auch nach Mersenne ohne Erfolg versucht haben, ihn auszuschließen und weitere Veröffentlichungen zu unterbinden. Man nahm zum Beispiel Anstoß an seiner Abweichung von der Lehre des Aristoteles. 1648 veröffentlichte Mousnier noch seine Metaphysik-Vorlesung (Metaphysica demonstrativa). In Rom arbeitete er zwar für die Inquisition, kam aber 1669 vorübergehend selbst ins Gefängnis. Der Grund scheint seine anonyme Veröffentlichung über die von Christian Huygens identifizierten Saturnringe zu sein (Fabri vermutete statt Ringen Monde und ließ sich erst nach fünf Jahren Diskussion zu Huygens Ansicht bekehren), in der er in einem Passus die Ansicht vertrat, das Experiment würde über die Frage der Bewegung der Erde letztlich entscheiden und die Kirche in dieser Beziehung eine offene Haltung einnehmen. Man war der Meinung, dass er hier seine Kompetenzen überschritt, zumal er Mitglied der Inquisition war. Außerdem verdächtigte man ihn, Anhänger von René Descartes zu sein. Auf Vermittlung von Michelangelo Ricci und Leopoldo de’ Medici wurde er nach anderthalb Monaten wieder freigelassen.
Er gehört zu den frühen Pionieren der Infinitesimalrechnung, besonders in seinem mathematischen Hauptwerk Opusculum geometricum de linea sinuum et cycloide von 1659. Seine Integration der Zykloide hatte Einfluss auf Leibniz, mit dem er über Analysis und andere Fragen korrespondierte.
Fabri war mit François d’Aix de Lachaise befreundet.
Daneben befasste er sich mit Optik, Magnetismus, Astronomie und entwickelte eine Theorie der Gezeiten, befasste sich mit Mechanik (Parallelogramm der Kräfte, Analyse von Gewölben, Kinematik von Stössen), Schwingungen und Elastizität. Auch Isaac Newton kannte seine Schriften und erfuhr nach eigenen Angaben zuerst über die Theorie der Beugung von Francesco Maria Grimaldi durch die Schriften von Fabri. Außerdem versuchte er das Himmelsblau zu erklären.
1669 erschien ein weiteres Mathematikbuch Synopsis geometrica und seine Summula Theologica. Darin vertrat er konservative Ansichten (was ihm die Kritik von Leibniz einbrachte), wie auch in seinem Physik-Buch Dialogi physici von 1665, was ihm die Kritik von Galilei-Anhängern unter den Physikern wie Giovanni Alfonso Borelli einbrachte. Er galt als Gegner des Jansenismus.
1657 wurde er korrespondierendes Mitglied der Accademia del Cimento in Florenz.

## Schriften
- Honoré Fabri (Antimo Farbio): Opusculum geometricum de linea sinuum et cycloide. 1659 (Latein, gutenberg.beic.it).
- Honoré Fabri: Pithanophilus seu dialogus, vel opusculum de opinione probabili in quo proxima morum regula, scilicet conscientia, ad sua principia reducitur. 1659 (Latein, gutenberg.beic.it).
- Honoré Fabri: Dialogi physici. Hrsg.: Fourmy, Christophe. 1665 (Latein, gutenberg.beic.it).
- Honoré Fabri: Synopsis optica, in qva illa omnia quae ad opticam, dioptricam, catoptricam pertinent, id est, ad triplicem radivm visvalem directum, refractum, reflexum, breviter quidem, accvrate tamen demonstrantur. Hrsg.: Horace Boissat, George Remeus. Lugduni 1667, OCLC 81977275 (Latein, gutenberg.beic.it).
- Honoré Fabri: Synopsis geometrica. Hrsg.: Antoine Molin. 1669 (Latein, gutenberg.beic.it).
- Honoré Fabri: De linea sinuum et cycloide. 1659 (digitale.beic.it).
- Honoré Fabri: De maximis et minimis centuria. Hrsg.: Antoine Molin. Lugduni 1669 (digitale.beic.it).
- Honoré Fabri: [Opere. Lettere e carteggi]. (Latein, digitale.beic.it).
- Honoré Fabri: Synopsis trigonometriae planae. Neapel 1753 (digitale.beic.it).